# Rhode biscutata
Rhode biscutata là một loài nhện trong họ Dysderidae.
Loài này thuộc chi Rhode. Rhode biscutata được Eugène Simon miêu tả năm 1893.